# Prenolepis naoroji
Prenolepis naoroji (лат.) — вид муравьёв рода Prenolepis из подсемейства Formicinae (Formicidae), включающий мелких по размеру и как правило земляных насекомых.

## Распространение
Южная и Юго-Восточная Азия: Вьетнам, Индия, Индонезия, Китай, Таиланд, Филиппины и другие.

## Описание
Рабочие имеют длину около 3 мм (матка около 5 мм), основная окраска тёмно-коричневая. От близких видов отличается очень крупными глазами, длинным скапусом (который почти на половину своей длины превосходит голову её за затылком), более одноцветной окраской всего тела, и наличием отстоящих волосков на усиках; у рабочих отсутствуют оцеллии (у Prenolepis fisheri скапус короткий и глаза мельче, а у Prenolepis fustinoda окраска контрастирующая с чёрным брюшком и развиты три оцеллия). Заднегрудка округлая без проподеальных шипиков. Усики длинные, у самок и рабочих 12-члениковые (у самцов усики состоят из 13 сегментов). Жвалы рабочих с 6-7 зубцами. Нижнечелюстные щупики 6-члениковые, нижнегубные щупики состоят из 4 сегментов. Голени средних и задних ног с апикальными шпорами. Стебелёк между грудкой и брюшком состоит из одного сегмента (петиоль).

## Классификация
Вид был впервые описан в 1902 году швейцарским энтомологом Огюстом Форелем, а в 2016 году его валидный статус подтверждён в ходе ревизии, проведённой американскими мирмекологами Jason L. Williams (Entomology & Nematology Department, University of Florida, Gainesville, Флорида, США) и John S. LaPolla (Department of Biological Sciences, Towson University, Таусон, Мэриленд, США).